# マンキンタン
マンキンタンは、吉本興業東京本社（東京吉本）で活動していたお笑いコンビ。東京NSC14期生。共に山口県周南市出身。2013年4月16日解散。

## メンバー
山本 剛史（やまもと たけし、1985年6月25日 - ）
血液型はAB型。身長168cm。体重60kg。
ボケ担当。立ち位置は左。
趣味は釣り、相撲観戦。
釣り好きの若手芸人を集め「徳山疑似餌釣り倶楽部」を結成。各地へ釣りに出掛けている。そのメンバーは、あわよくば・小川、デニス・松下、元なんやかんや・北村。
相撲は若手芸人最強と言われ、「ing！to 2012」にて“相撲三番勝負!!”コーナーが設けられた。ジャングルポケット・太田に勝利、マテンロウ・アントニーに敗退している。
渡辺 博基（わたなべ ひろき、1985年8月2日 - ）
血液型はA型。身長171cm。体重58kg。
ツッコミ担当。立ち位置は右。
趣味は読書、相撲観戦。
同期の山添寛、ネルソンズの青山と同居中。
解散後、元パリスのすし佐々木とコンビ「エマ」を結成したが、2017年11月15日に解散。その後しばらくピン芸人「○○渡辺」として活動。
2018年、元デビルポメラニアンの小橋共作とお試しコンビ「news38」（ニュースサンパチ）を結成。2019年に「ドンデコルテ」と改名し、同年のM-1グランプリで準々決勝へ進出したのをキッカケに、正式にコンビとして活動していく事を発表した。

## 概要
- 山口県出身の幼なじみ。幼稚園から一緒だが、初めてちゃんと喋ったのは中学に入ってから。
- 漫才のツカミは、お互いの地味な苗字と山口県出身の幼なじみであること。
- ネタは2人で相談しながら作っている。
- コンビ名の由来は「万金丹」という万能薬から。名付けた理由は特になし。[5]
- 2人とも相撲好きで、相撲博物館へ見学に行くこともある。学生時代は遊びでよく相撲を取っていた。
- 2013年3月20日、4月いっぱいの活動をもって解散を発表。[6]同年4月16日の「彩〜irodori〜Audition」を最後に解散。

## 出演

### 舞台・ライブ
- 渋谷ばちーんんんLive
- Get King Live
- 神保町花月
  - 2009年10月14日 - 10月19日　『「かつて」の意味』（犬の心主演）
- ing！to 2012〜iNFINITY nEXT gENERATION〜
- ing！to 2013〜iNFINITY nEXT gENERATION〜

### テレビ番組
- 新進気鋭 （日本テレビ、2012年6月2日、2012年9月29日）
- ロケットライブ （フジテレビ、2013年1月16日）

### インターネット
- ルミネtheよしもと なう。　（Ustream、不定期）

### DVD
- ing！to 2012〜iNFINITY nEXT gENERATION〜（2012年4月1日）